# Dakota 308
Dakota 308 é um filme de aventura francês de Jacques Daniel-Norman, lançado em 1951. Estrelam Suzy Carrier, Jean Pâqui e Louis Seigner.

## Sinopse
Um avião Dakota transporta uma tonelada de ouro para Brazzaville, mas é sequestrado sobre a Camargue. Na chegada, são encontrados pregos em vez de ouro!

## Elenco
Segue abaixo a tabela do elenco:
| Ator            | Personagem               |
| --------------- | ------------------------ |
| Suzy Carrier    | Clara Sanders            |
| Jean Paqui      | André Villeneuve         |
| Louis Seigner   | Comissário Jaillot       |
| Roland Toutain  | O piloto                 |
| Paulo Amiot     | Inspetor Joly            |
| Jacques Caronte | Lorde Vernon             |
| Michel Ardan    | O motorista              |
| Antonin Berval  | Comissário Barão         |
| André Burger    | O diretor do acampamento |
| Roberto Burnier | Carpinteiro              |
| Al Cabrol       | O timoneiro              |
| Jean Daurand    | O rádio                  |
| Carlos Dechamps | O gerente do banco       |
| Charlotte Ecard | A enfermeira             |
| Jim Gerald      | Van der Edern            |
| Kitty Kerviel   | Senhora Vernon           |
| Julien Maffre   | Inspetor Servais         |
| Marcel Méral    | O oficial de justiça     |
| Jean Nosserot   | O navegador              |
| Palau           | Violeta                  |
| Marcel Alba     |                          |

## Produção
De um avião, todos correm atrás de caixas de barras de ouro: quatro gângsteres, um jovem aventureiro, um passageiro que na verdade é detetive e um inspetor de polícia. Todo mundo disputando quem está se enganando melhor. Foi produzido pela companhia Les Films F.A.O. e distribuído pela Ciné Sélection.